# Ada Gentile
Ada Gentile (Avezzano, 26 luglio 1947) è una pianista, compositrice e musicista italiana.

## Biografia
Nata ad Avezzano, in Abruzzo, ha frequentato il conservatorio di musica di Santa Cecilia a Roma, ottenendo il diploma in pianoforte e composizione sotto la guida di Irma Ravinale. Ha proseguito gli studi presso l'accademia nazionale di Santa Cecilia laureandosi con Goffredo Petrassi.
La compositrice ha partecipato con successo ad importanti concorsi internazionali affermandosi ad Amsterdam nel 1982, a Budapest nel 1986, ad Essen nel 1995. Apprezzata in ambito mondiale ha tenuto conferenze presso prestigiose università americane come la Northwestern University, la Juilliard School, la Wayne State University, la Columbia University, l'Università di Chicago e l'Università di Berkeley negli Stati Uniti, oltre che in tutta Europa e in Asia.
Dal 1986 al 1989 ha ricoperto la carica di direttore artistico dell'orchestra da camera Goffredo Petrassi, dal 1993 al 1997 ha fatto parte del consiglio di amministrazione della Biennale di Venezia, dal 1996 al 1999 ha diretto il teatro lirico di Ascoli Piceno. Dal 1978 è direttore artistico del festival di musica contemporanea Nuovi Spazi Musicali che si è svolto a Roma per 33 anni in sedi prestigiose come palazzo Falconieri, palazzo Farnese, palazzo Blumenstihl, villa Aurelia e che dal 2013 si è trasferito ad Ascoli Piceno.
Le sue opere (edite da Ricordi, Raitrade e Sconfinarte) sono state eseguite in teatri lirici, sale da concerto e scuole musicali di livello internazionale: Centro Georges Pompidou di Parigi, il Mozarteum di Salisburgo, la Carnegie Hall di New York, il Teatro Real di Madrid, l'Accademia musicale Franz Liszt di Budapest, la "Rachmaninov Concert Hall" di Mosca, il GartnerplatzTheater di Monaco di Baviera, l'Art Institute of Chicago, l'Accademia di Musica di Cracovia, il Gran Teatro La Fenice di Venezia e il Teatro Carlo Felice di Genova.
Il 30 dicembre del 2000 la sua opera Cantata per la pace, per orchestra, coro e voce recitante di Arnoldo Foà, scritta in occasione della chiusura dei concerti per il Giubileo del 2000, è stata eseguita in prima mondiale nella basilica di Santa Maria degli Angeli a Roma.

## Premi e riconoscimenti professionali
- Gaudeamus prize nel 1982
- I.S.C.M. Budapest prize nel 1986
- I.S.C.M. Essen prize nel 1995

## Opere
Ha scritto oltre 90 opere (pubblicate da Casa Ricordi, Rai Trade e Sconfinarte) per strumento solista, per gruppi da camera, per orchestra e per teatro da camera. Di seguito le opere principali.

### Composizioni per orchestra
- Veränderungen, per orchestra sinfonica (1976)
- Flighty, per orchestra (1982)
- Criptografia, per viola ed orchestra (1985)
- Why not?, per orchestra (1985)
- Shading, per chitarra e orchestra da camera (1988)
- Concertante, per flauto, chitarra ed orchestra (1989)
- Concerto, per clarinetto ed orchestra (1995)
- Adagio per un'estate, per flauto ed archi (1998)
- Cantata per la pace, per grande orchestra, coro e voce recitante (2000)
- Supplica a mia madre, per orchestra e voce recitante (2000)
- Il tema della Memoria, per orchestra da camera (2007)
- Madre ragazza, per orchestra d'archi, timpani e voce recitante (2007)
- Ho scritto una canzone, per orchestra d'archi (2008)
- Un'ansia di pace[3], per orchestra, coro e voce recitante (2008)
- D'improvviso un giorno, per orchestra da camera (2009)
- Un'ombra si scioglie, per orchestra da camera (2010)
- Nobilissimo ballo, per quartetto di sax, percussione e voce recitante (2011)
- Torre del Guado, per orchestra da camera (2011)
- Un suono nell'ombra*, per orchestra d'archi (2011)

### Composizioni da camera
- In un silenzio ordinato, per complesso da camera (1985)
- Pour Pierre-Yves, per flauto solo (1987)
- Small points, per complesso da camera (1989)
- Quartetto III, per archi (1989)
- Bagamoyo, per complesso da camera (1990)
- Paesaggi della mente, per quartetto d'archi e voce femminile chiara (1991)
- Il flauto di Vertebre*, piccola azione teatrale dai poemi del 1916 di Vladimir Vladimirovič Majakovskij (1994)
- Animali di Stranalandia, due brani per sassofono baritono e voce recitante (1995)
- Scaglie di mare, per arpa sola (1996)
- A gift for you, per clarinetto in Sib (1998)
- Piccolo studio da concerto, per pianoforte solo (2009)
- Per flauto e chitarra (2009)
- Perviolinosolo  (2010)
- Preludio  per pianoforte (2011)
- Serene ombre, per violino, v.cello e pianoforte (2011)
- Blue andante, per bayan (2011)
- Assolodivioloncello  (2011)
- Come un ricordo, per violino, clarinetto e pianoforte (2014)
- La giornata di un soprano isterico,per pianoforte e voce femminile (2013)
- Eco e Narciso nel bosco di Eros,per fisarmonica e voce recitante (2013)
- Come un soffio, per fl, cl.in sib e basso, sax contralto, vibrafono e pianoforte (2104)
- Repmania, per coro femminile (testo di Ivana Manni) - 2015
- Un suono lontano, per flauto,violino, v.cello e pianoforte (2015)
- Frammenti di luce, per fl. violino, viola, v.cello e pianoforte (2016)
- Ombre e luci, per pf. violino, viola, v.cello, flauto, clr. in sib, grancassa e timpani (2017)
- Continuo, per violoncello solo (2017)
- Verso l'infinito, per flauto, clar. in Sib, violino, viola, v.cello, vibrafono e pianoforte (2016)

### Composizioni per il teatro
- La liberazione di Ruggiero dall'isola di Alcina, libera ricostruzione dell'opera di Francesca Caccini (1992)[4]